# Fredrik August Åslund
Fredrik August Åslund, född 7 april 1829, död 24 februari 1901, var en svensk affärsman och ägare av Heffners sågverk. 
Fredrik August Åslund studerade i Uppsala och Lübeck och gjorde sedan praktik i England och Frankrike. 1868 byggde Åslunds far Per Fredrik Heffner en stor ångsåg och 1887 ombildades sin verksamhet till Heffners AB. Åslund tog tillsammans med Magnus Arhusiander över faderns trävaruverksamhet. Verksamheten växte och blev en betydande näring i Sundsvall och samhället Skönsberg bildades. Vid sågen byggdes kontor, bostäder samt Heffners herrgård upp.
Åslund, som var spansk vice konsul under många år, satt i Sundsvalls kommunfullmäktige 1873–1880 och 1887–1890. Han var ordförande i Sundsvalls Sparbank 1873-1883 och var med och grundade Sundsvalls Handelsbank. Åslund donerade stora summor till Sundsvalls barnhem, lasarett och arbetsstuga men han spelade också en central roll i att knäcka Sundsvallsstrejken bland sågverksarbetarna 1879.
Åslunds ende son, Konrad Henrik "Hippen" Åslund (1874–1918), ärvde den framgångsrika sågverksanläggningen 1901 och försatte den i konkurs 1911. Efter ytterligare äventyrliga affärer under första världskriget tog han livet av sig på senhösten 1918 och efterlämnade många fordringsägare i vad som blev känt som "den Åslundska svindleriaffären".